# C.E. Jensen
Carl Ludvig Emil Jensen, almindeligvis blot C.E. Jensen (2. december 1865 i København – 21. september 1927 smst) var en dansk litteraturkritiker, der fra 1882 til 1917 var fast litteratur- og teateranmelder på dagbladet Social-Demokraten. Han skrev desuden Vore Dages Digtere, der udkom 1898, og var hovedforfatter (sammen med Frederik Borgbjerg) af Socialdemokratiets Aarhundrede fra 1901-1904.
Han skrev desuden "Arbejdernes Almanak" og blev bortvist fra Borgerdydskolen på Christianshavn før studentereksamen (på grund af sit politiske arbejde).

## Bibligrafi
- Vore Dages Digtere (1898)
- Socialdemokratiets Aarhundrede (1904)
- Karikatur-Album (1905)
- Skuespillet Fem Søstre (1908, sammen med W. Norrie)

### Udvalgt anmeldelse
- C.E. Jensen (22. november 1900), "Johannes V. Jensen: Den store Sommer. (Nordiske Forlag)", Aktuelt: 1, hdl:109.3.1/uuid:fe1b562e-f66f-41eb-af9b-588fd7c4ff1b, Wikidata  Q105412670

Om anden del af Kongens Fald.